# Liste der Kreisstraßen im Landkreis Nordwestmecklenburg
Die Liste der Kreisstraßen im Landkreis Nordwestmecklenburg ist eine Auflistung der Kreisstraßen im Landkreis Nordwestmecklenburg, Mecklenburg-Vorpommern.

## Abkürzungen
- DBR: Kreisstraße im Altkreis Bad Doberan des Landkreises Rostock
- K: Kreisstraße
- L: Landesstraße

## Liste
Nicht vorhandene bzw. nicht nachgewiesene Kreisstraßen werden in Kursivdruck gekennzeichnet, ebenso Straßen und Straßenabschnitte, die unabhängig vom Grund (Herabstufung zu einer Gemeindestraße oder Höherstufung) keine Kreisstraßen mehr sind.
Der Straßenverlauf wird in der Regel von Nord nach Süd und von West nach Ost angegeben.
| Nr. NWM | Verlauf |
| ------- | --- |
| NWM 1   | / in Selmsdorf – Palingen – L 02 in Lüdersdorf |
| NWM 2   | Wahrsow – Petersberg – L 01 in Schönberg |
| NWM 3   | NWM 45 in Pötenitz – Harkensee – Wieschendorf – L 01 in Dassow |
| NWM 4   | – Madsow – Kreisgrenze – (DBR 4 im Landkreis Rostock) |
| NWM 5   | (K 23 im Kreis Herzogtum Lauenburg, Schleswig-Holstein) – Landesgrenze – Naturschutzgebiet Kammerbruch – Utecht – Thandorf – Schlagsdorf – L 01 in Schlagbrügge                            |
| NWM 6   | L 02 in Stove – Klein Molzahn – Groß Molzahn – NWM 7 |
| NWM 7   | L 01 – Groß Molzahn – NWM 6 – |
| NWM 8   | L 01 in Klein Siemz – Groß Siemz – Lindow – Samkow – L 02 in Carlow |
| NWM 9   | L 02 in Carlow – Klocksdorf – Röggeliner See – Dechow – |
| NWM 10  | – Groß Thurow – Dutzow – NWM 48 – Kneese-Dorf – Kreisgrenze – (LUP 10 im Landkreis Ludwigslust-Parchim)                                                                                    |
| NWM 11  | Groß Schwansee – NWM 12 – L 01 in Kalkhorst |
| NWM 12  | NWM 11 in Kalkhorst – Brook – Warnkenhagen – Elmenhorst – Grundshagen – L 01 |
| NWM 13  | in Dassow – Klein Voigtshagen – Rankendorf – NWM 14 in Grevenstein |
| NWM 14  | – Tramm – Roggenstorf – NWM 13 – Grevenstein – Welzin – Reppenhagen – L 03 in Damshagen |
| NWM 15  | NWM 16 – Roxin – Grieben – Zehmen – Cordshagen – in Roduchelstorf |
| NWM 16  | NWM 15 – Roxin – NWM 17 in Börzow |
| NWM 17  | Gostorf – Börzow – NWM 16 – Bernstorf – Jeese – L 02 in Hanshagen |
| NWM 18  | L 03 in Damshagen – Großenhof – Bössow – Thorsdorf – L 02 in Warnow |
| NWM 19  | L 01 – Niendorf – L 02 in Wahrstorf |
| NWM 20  | L 105 – NWM 21 – Meierstorf – Plüschow – L 031 |
| NWM 21  | NWM 20 in Meierstorf – Tressow – L 12 – Beidendorf – – Grapen Stieten – Rambow – in Dorf Mecklenburg                                                                                       |
| NWM 22  | L 01 – Zierow – Hinter Wendorf |
| NWM 23  | L 02 in Köchelstorf – Güstow – in Gadebusch |
| NWM 24  | L 03 in Nienmark – NWM 28 |
| NWM 25  | L 041 in Krembz – NWM 29 – Alt Steinbeck – Stöllnitz – Badow – L 05 |
| NWM 26  | – Gadebusch – NWM 27 – Vietlübbe – Dragun – Drieberg Hof – Drieberg Dorf – NWM 30 – NWM 28 in Gottmannsförde                                                                               |
| NWM 27  | – NWM 26 – Reinhardtsdorf – Kaeselow – |
| NWM 28  | – Herren Steinfeld – NWM 24 – Gottmannsförde – NWM 26 – Brüsewitz – – Groß Brütz – NWM 29 – NWM 66 – Grambow – Wodenhof – NWM 61 – Kreisgrenze – (LUP 28 im Landkreis Ludwigslust-Parchim) |
| NWM 29  | NWM 25 – Neuendorf – Pokrent – Lützow – L 05 – Klein Welzin – Gottesgabe – NWM 28 |
| NWM 30  | L 03 – Cramon – Cramonshagen – NWM 26 |
| NWM 31  | L 103 – in Zurow |
| NWM 32  | L 121 in Kirchdorf – Vorwerk – Malchow – L 121 in Fährdorf |
| NWM 33  | L 12 in Blowatz – Robertsdorf – Alt Farpen – NWM 34 – Neuburg – in Steinhausen |
| NWM 34  | NWM 33 – Neu Farpen – Kartlow – Hornstorf – NWM 35 – Hornstorf-West |
| NWM 35  | NWM 34 in Hornstorf – – Rüggow – Kritzow – L 103 |
| NWM 36  | L 12 – Krusenhagen – Gagzow – Stadtgrenze – (HWI 36 in der Hansestadt Wismar) |
| NWM 37  | L 103 in Dorf Mecklenburg – Kletzin – Moltow – Neu Viecheln – L 103 in Hohen Viecheln |
| NWM 38  | L 10 in Züsow – Neuhof – L 101 in Neukloster |
| NWM 39  | L 101 in Glasin – Babst – NWM 40 – Lüdersdorf – L 14 in Neukloster |
| NWM 40  | L 101 – Babst – NWM 39 – Strameuß – Kreisgrenze – (GÜ 40 im Landkreis Rostock) |
| NWM 42  | L 03 in Nienmark – Böken – Hof Meteln – NWM 43 – Alt Meteln – Rugensee – – Lübstorf – Hundorf – Seehof – Kreisgrenze – (SN 42 in Schwerin)                                                 |
| NWM 43  | L 03 in Dalberg – NWM 42 in Hof Meteln |
| NWM 44  | Marina Hohen Wieschendorf – Hohen Wieschendorf – Beckerwitz – Gramkow – L 01/L 02 |
| NWM 45  | (K 3 in Lübeck, Schleswig-Holstein) – Landesgrenze – Pötenitz – NWM 3 – Beckendorf – L 01 in Dassow                                                                                        |
| NWM 46  | L 03 – Groß Trebbow – Klein Trebbow – in Carlow |
| NWM 47  | L 05 in Renzow – Perlin |
| NWM 48  | in Roggendorf – Kneese – NWM 10 in Kneese-Dorf |
| NWM 49  | in Holdorf – Meetzen – in Roggendorf |
| NWM 50  | L 02 – Demern |
| NWM 51  | Groß Salitz – L 041 |
| NWM 52  | Vitense – Parber – Gletzow – in Rehna |
| NWM 53  | Veelböken – |
| NWM 54  | L 031 in Testorf – Testorf-Steinfort – |
| NWM 61  | NWM 28 in Wodenhof – Kreisgrenze – (LUP 61 im Landkreis Ludwigslust-Parchim) |
| NWM 66  | NWM 28 in Grambow – Kreisgrenze – (LUP 66 im Landkreis Ludwigslust-Parchim) |

## Hansestadt Wismar
| Nr. HWI | Verlauf |
| ------- | --- |
| HWI 36  | L 12 – Osttangente – Lütt Moor – Müggenburger Weg – Müggenburg – Stadtgrenze – (NWM 36 im Landkreis Nordwestmecklenburg) |